# Jerusalem Challenger
Il Jerusalem Challenger è stato un torneo professionistico di tennis giocato su campi in cemento. Faceva parte dell'ATP Challenger Series. Si giocava annualmente dal 1985 al 2001 a Gerusalemme in Israele.

## Albo d'oro

### Singolare
| Anno | Campione             | Finalista           | Punteggio     |
| ---- | -------------------- | ------------------- | ------------- |
| 2001 | Noam Okun            | Michaël Llodra      | 6–4, 6–1      |
| 2000 | Kevin Ullyett        | Gianluca Pozzi      | 6–4, 6–3      |
| 1999 | Lior Mor             | Neville Godwin      | 7–5, 5–7, 6–2 |
| 1998 | Neville Godwin       | Gabriel Trifu       | 6–4, 7–6      |
| 1997 | Wayne Black          | Maurice Ruah        | 6–2, 6–1      |
| 1996 | Grant Stafford       | Chris Haggard       | 6–4, 6–3      |
| 1995 | Thomas Johansson     | Patrick Baur        | 6–4, 7–6      |
| 1994 | Arne Thoms           | Filip Dewulf        | 4–6, 6–1, 6–4 |
| 1993 | Gilad Bloom (4)      | Maurice Ruah        | 7–6, 6–4      |
| 1992 | Gilad Bloom (3)      | Vladimir Gabričidze | 6–3, 6–1      |
| 1991 | Christo van Rensburg | Clinton Marsh       | 2–6, 6–2, 6–3 |
| 1990 | Raviv Weidenfeld     | Shahar Perkiss      | 5–7, 6–4, 7–6 |
| 1989 | Gilad Bloom (2)      | Shahar Perkiss      | 7–6, 6–2      |
| 1988 | Gilad Bloom (1)      | Christian Geyer     | 6–1, 7–5      |
| 1987 | Shahar Perkiss       | Christian Saceanu   | 4–6, 7–6, 6–2 |
| 1986 | Amos Mansdorf        | Wally Masur         | 1–6, 7–6, 6–2 |
| 1985 | Shlomo Glickstein    | Brad Drewett        | 6–4, 6–3      |

### Doppio
| Anno | Campioni                                   | Finalisti                          | Punteggio        |
| ---- | ------------------------------------------ | ---------------------------------- | ---------------- |
| 2001 | Jonathan Erlich (2) Michaël Llodra         | Noam Behr Noam Okun                | 7–5, 4–6, 7–6(2) |
| 2000 | Neville Godwin (2) Kevin Ullyett (2)       | Noam Behr Eyal Ran                 | 7–6(4), 7–6(3)   |
| 1999 | Jeff Coetzee Tuomas Ketola                 | Barry Cowan Neville Godwin         | 6–2, 6–4         |
| 1998 | Noam Behr Eyal Erlich (1)                  | Neville Godwin David Nainkin       | ritirati         |
| 1997 | Mahesh Bhupathi Leander Paes (2)           | Wayne Black Kevin Ullyett          | 6–7, 6–2, 7–6    |
| 1996 | Neville Godwin (1) Leander Paes (1)        | Noam Behr Eyal Ran                 | 7–6, 7–5         |
| 1995 | Dirk Dier Christian Saceanu (2)            | Lionnel Barthez Patrick Baur       | 7–6, 7–6         |
| 1994 | Ellis Ferreira Kevin Ullyett (1)           | Filip Dewulf Dick Norman           | 7–6, 6–3         |
| 1993 | Gilad Bloom (2) Christian Saceanu (1)      | Danilo Marcelino Fernando Meligeni | 4–6, 6–4, 7–6    |
| 1992 | Steve Guy Carl Limberger                   | Brian Joelson Richard Matuszewski  | 7–6, 6–2         |
| 1991 | John-Laffnie de Jager Christo van Rensburg | Nduka Odizor Bryan Shelton         | 6–2, 6–4         |
| 1990 | Henrik Holm Peter Nyborg                   | Cristian Brandi Cristiano Caratti  | 6–1, 2–6, 6–3    |
| 1989 | Alfonso Mora Mark Ozer                     | Nick Brown Nicholas Fulwood        | 6–3, 6–4         |
| 1988 | Shlomo Glickstein Shahar Perkiss (2)       | Menashe Tzur Ohad Weinberg         | 3–6, 6–3, 6–3    |
| 1987 | Gilad Bloom (1) Shahar Perkiss (1)         | Shlomo Glickstein Amos Mansdorf    | 7–5, 7–5         |
| 1986 | Brian Levine Gary Muller                   | Leo Palin Olli Rahnasto            | 6–3, 6–4         |
| 1985 | Amos Mansdorf Bruce Manson                 | Tore Meinecke Ricki Osterthun      | 6–7, 6–4, 7–6    |